# Clubiona alluaudi
Clubiona alluaudi este o specie de păianjeni din genul Clubiona, familia Clubionidae, descrisă de Simon, 1898.
Este endemică în Mauritius. Conform Catalogue of Life specia Clubiona alluaudi nu are subspecii cunoscute.